# 中关村启示录
《中关村启示录》是西山居開發的一款以中关村為背景的模拟经营游戏，於1996年1月發售。

## 遊戲玩法
《中关村启示录》是一款採用即時制的模拟经营游戏，遊戲提供四名角色供玩家選擇，每名角色都以不同的理由前往中关村創業，各自擁有不同的出身和起始資金。遊戲開始後，玩家需要決定公司總部的位置，然後經營公司與中关村其他公司競爭。玩家主要通過開發、生產和銷售軟件和硬件增加收入，還能以股票交易獲利，資產歸零即遊戲結束。遊戲採用即時制，玩家可以隨時下達指令，也可以設定競爭對手每日下達指令的次數。

## 開發及發行
1995年金山軟件推出的盤古組件商業表現不佳，公司創始人求伯君打算開拓遊戲業務，並面向社會招聘相關人才。當時赵礼海帶著自己設計的改版《大富翁》前來應聘，這個改版《大富翁》就是後來《中关村启示录》的原型。求伯君招聘了四人成立工作室負責遊戲專案，赵礼海出任製作人，刘青扬負責程序，罗晓音擔任配樂，陈琢擔任美術，專案開發耗時8個月。遊戲開發的平台是DOS，採用分辨率640x480和256色。配樂方面，罗晓音為專案寫了8首曲子，這些曲子的靈感來自日常生活，風格較為隨意。
遊戲原定1996年2月中旬以软盘發行，後提早在1月底推出。求伯君不滿專案開發進度，於是親自出手用兩個月做了《中国民航》。之後金山軟件將《中国民航》與《中关村启示录》合併以光碟銷售。

## 評價
《电脑》評論員海潮稱讚該作以中關村為故事背景的設計新穎，是「既拥有中国特色，又能反映高科技产业环境的即时性商业游戏」。《大众软件》和《家用电脑与游戏》都稱讚該作在中國大陸電子遊戲歷史上具有開創性。《大众软件》評論員HAPIII認為該作的畫面雖然簡陋，但是在同期作品中「算是较先进」。《家用电脑与游戏》編輯石子提到該作程序錯誤頗多，導致大部分玩家都無法通關。

## 續作
遊戲續作專案自2001年開啟，董波擔任製作人，專案組共五人，其中吳越為專案負責人及主程序，楊影烽是主美、沈亮和李平擔任美術，廖曉東為策划。專案同樣以中關村為故事背景。專案組通過《知识英雄》一書了解中關村的發展史，同時從上級裘新分享他在北京展開業務的事跡中吸取靈感。中關村出現過的公司和人物在專案中以化名登場，以還原現實。遊戲玩法方面，專案沒延續前作的模擬經營玩法，而是改為《大富翁》玩法，前作的人才系統則有保留。此外，專案組還增加了戀愛玩法，遊戲中有不少可以互動的非玩家角色，玩家可以在特定場景，如茶館、網吧、書店、電影院等與這些角色互動，贈予禮物，發展成戀人關係。
續作《中关村启示录2》原定2002年6月推出，後表示延期一年發售。2003年非典疫情，金山軟件面臨嚴重的營收壓力，公司所有開發資源轉向網絡遊戲。所有單機遊戲專案擱置，直到2024年，期間金山軟件只推出過《东方：平野孤鸿》一款單機遊戲。